# 辛店村东遗址
辛店村东遗址，位于中国甘肃省临洮县，为一个省级文物保护单位，类型为古遗址。
辛店村东遗址的历史年代为新石器时代至青铜时代。